# 中国人民解放军南部战区海军
中国人民解放军南部战区海军（英文：Southern Theater Command Navy），又稱為中国人民解放军海军南海舰队（英文：South Sea Fleet，缩写：SSF），是中国人民解放军南部战区的海军，是中国人民解放军海军的舰队之一。机关驻地位于广东省湛江市。

## 沿革

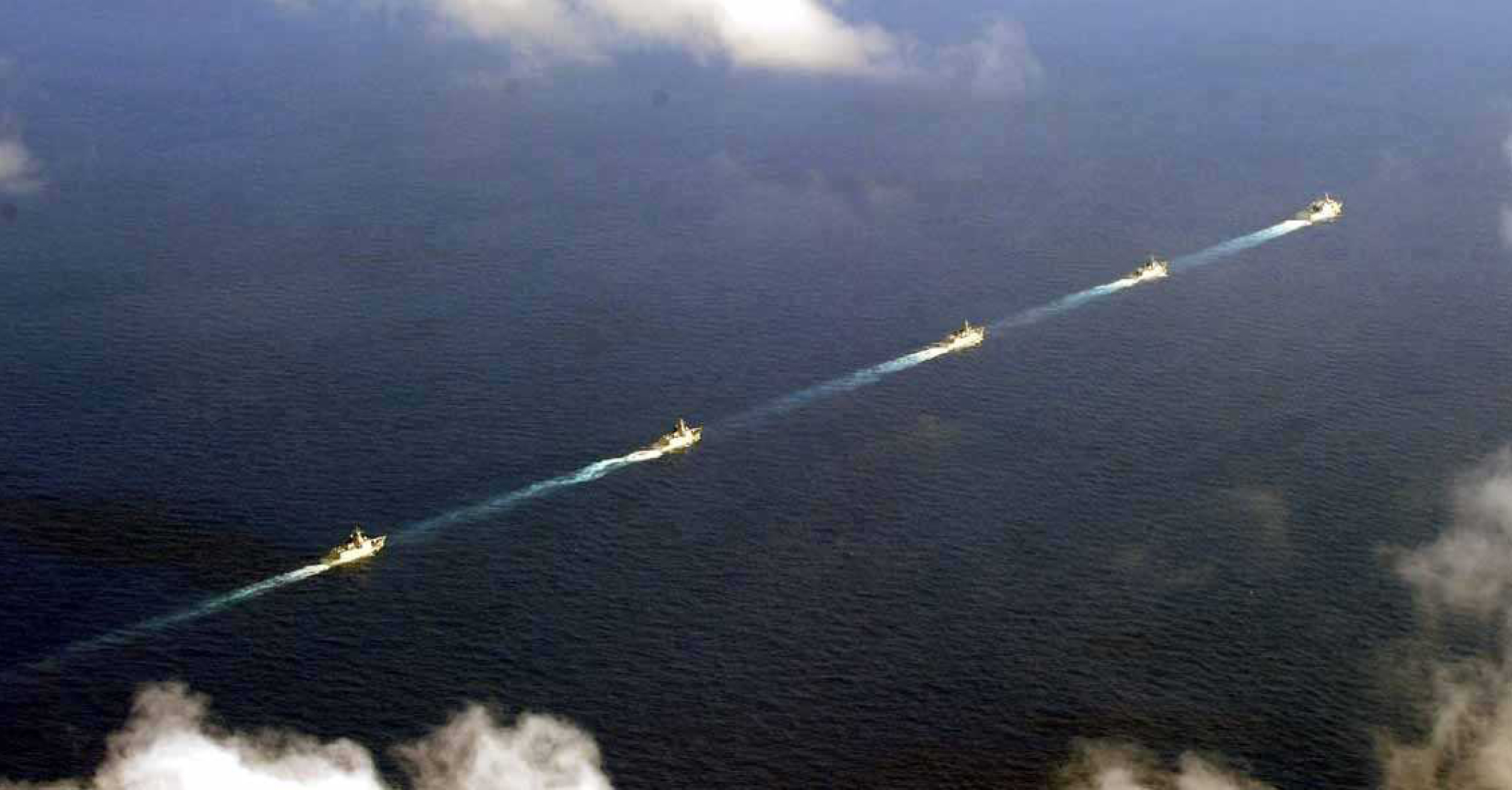
南海艦隊出島鏈訓練。

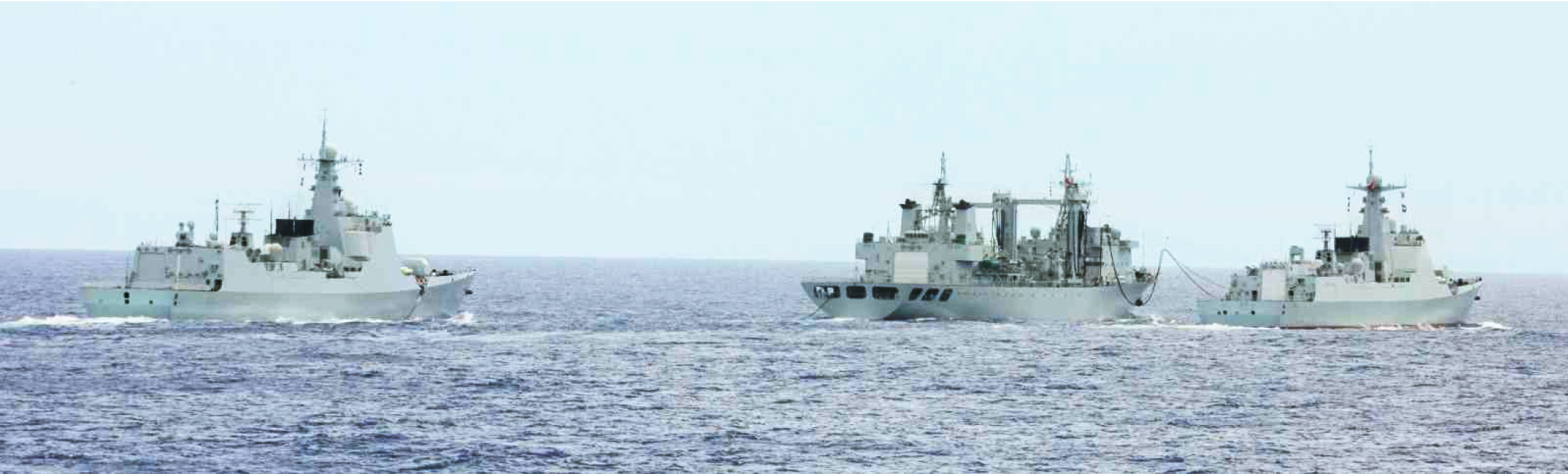
2016年，南海艦隊的052C驅逐艦群與補給艦。

1949年12月，中国人民解放军广东军区江防司令部成立。1950年7月5日，中央军委发出命令，“林、邓、谭、赵并叶、邓、赖、洪：为着加强对华南领海的保卫与协助将来攻台作战，军委决定建立广东军区海军司令部，下设海防舰队和江防舰队，归广东军区建制，并任命洪学智为广东军区海军司令，至该部所需机构及干部配备等，请中南军区负责调配，希即照办。”1950年10月，以原广东军区江防司令部为主筹建华南海军司令部。同年11月，华南海军司令部改称中南军区海军（简称中南海军）。1950年12月3日，以华南海军司令部2186人，第58军第173师直属机关、部队1225人，第四野战军补训第2师直属机关、部队354人为基础，在广州市合编组建中南军区海军机关及直属队。1952年5月2日，第10军直属机关、部队545人；1952年12月8日，第43军第129师直属机关、部队1514人；1952年12月26日，第44军军部1900人，先后编入中南军区海军。1951年10月3日，中央军委命令：中南军区海军受中央军委海军和中南军区双重领导。1955年8月6日，中华人民共和国国防部发布命令，中南军区海军改称中国人民解放军海军南海舰队。
1972年，中美关系缓和，美国急于与北越签订和平协议，体面地彻底退出越南战争，西沙海域的军事形势明朗。1972年初，毛泽东就指示开展西沙设防工程，防御水平要达到“铜墙铁壁，上不封顶”，由广州军区、海军、外交部和交通部水产局的四方联席会议贯彻落实。会议决定，在永兴岛建筑停靠补给千吨级舰船的军用码头及军用机场，调广州海军基地汕头水警区猎潜艇第74大队进驻，派遣渔民与武装民兵挤走已经占据珊瑚岛的南越军队。根据中央军委和总参的批复，1972年12月底，中国海军组建海军西沙巡防区，执行团级权限，归榆林海军基地建制领导；编制396人。永兴岛上设有海军西沙工程指挥部（正团级）。
1973年1月27日，美国与北越签订了《巴黎和平协议》，正式完全退出越南战争。乘此国际局势，1973年10月，遵照上级指示，广东省南海渔业公司派出402号、407号渔轮，在南渔公司革委会副主任张秉林带领下，以捕鱼名义开赴永乐群岛，意图挤走占据珊瑚岛、金银岛的南越军队，为收复永乐群岛作准备。南海渔业公司的渔船渔民奉命：能顺利上岛就上岛，敌人不让上岛就强硬上岛，要在岛上升起中华人民共和国国旗引起争端，还带着很多竹子、绳子等作为搭架升起中华人民共和国国旗用。1974年1月9日，广东省南海渔业公司402号渔轮和407号渔轮派出10多名渔业民兵在永乐群岛各个岛上登岛搭起高架，升起中国国旗。1974年1月10日，驻守在珊瑚岛上的南越军发现中国国旗后，急向越南共和国政府发报，要求军舰保护。1974年1月15日上午11时，南越海军16号舰抵达永乐群岛，发射10发炮弹炮击中国民兵在甘泉岛上升起的中国国旗；同日，中国政府发表声明，谴责西贡当局炮击中国领土和国旗，侵犯中国领土主权。1974年1月16日下午，广州军区通过海南军区电令西沙群岛人民武装部，立即组织一个武装民兵排（40人），待命增援永乐群岛登岛的南渔公司渔民。
2016年初，在深化国防和军队改革中，以海军南海舰队机关为基础，调整组建为中国人民解放军南部战区海军机关。南部战区海军成立后，同时仍可沿用“南海舰队”这一称谓。尽管正式名称已改用南部战区海军，与南部战区陆军、南部战区空军并列，但在提到海上战役力量时仍可称“南海舰队”。
2019年7月1日，南海舰队航空兵某飞行团在三沙市永兴岛举行了两架直升机的训练，将一名身患急病的商船船员从南海某海域紧急接力转运到三亚市人民医院治疗，为抢救病员生命赢得宝贵时间。

## 编制

### 职能部门
- 参谋部
- 政治工作部
- 后勤部
- 装备部
- 纪律检查委员会

### 战区兵种机关
- 中国人民解放军南部战区海军航空兵

### 基地、水警区
- 海军广州水警区
- 海军北海水警区
- 海军榆林基地
  - 海军西沙水警区
  - 海军南沙水警区
- 海军三亚综合保障基地
- 海军潜艇第二基地

### 直属部队
- 驱逐舰第二支队
- 驱逐舰第九支队
- 护卫舰第十七支队
- 护卫舰第十八支队
- 护卫舰第十九支队
- 潜艇第三十二支队
- 潜艇第五十二支队(下川島)
- 登陆舰第六支队
- 作战支援舰第三支队
- 第二十六飛彈快艇支隊(上川島)
- 防险救生支队
- 海军陆战队第一旅
- 海军陆战队第二旅

### 直属单位
- 南海舰队军史馆
- 南部战区海军训练基地
- 南部战区海军舰艇训练中心

## 历任领导
- 司令员
- 政治委员
- 副司令员
- 副政治委员
- 参谋长
- 副参谋长

### 司令员
广东军区江防时期
1. 洪学智（1950年—1950年）[6][1]

广东军区海军时期
1. 洪学智上将（1950年7月5日—1950年）[1]

中南军区海军时期
1. 方强（1950年10月—1953年2月）[2]
2. 赵启民（1953年2月—1955年8月）[2]

海军南海舰队司令员
1. 赵启民 中将（1955年8月—1959年12月）
2. 吴瑞林 中将（1960年1月—1968年8月）
3. 周仁杰（1968年11月—1970年3月）
4. 张元培（1970年3月—1975年8月）
5. 谭知耕（1975年8月—1978年11月）
6. 傅继泽（1978年11月—1981年3月）
7. 张朝忠（1982年1月—1985年8月）
8. 陈明山（1985年8月—1988年1月）
9. 高振家 海军中将（1988年1月—1993年12月）
10. 何林忠 海军少将（1993年12月—1994年11月）
11. 王永国 海军中将（1994年11月—2002年1月）
12. 吴胜利 海军中将（2002年1月—2004年7月）
13. 顾文根 海军中将（2004年7月—2007年12月）
14. 苏士亮 海军中将（2007年12月—2008年12月）
15. 苏支前 海军中将（2008年12月—2010年12月）
16. 蒋伟烈 海军中将（2010年12月—2014年12月，广州军区副司令员兼）[7]
17. 沈金龙 海军中将（2014年12月—2016年，广州军区副司令员兼）

南部战区海军时期
1. 沈金龙 海军中将（2016年—2017年1月）[8]
2. 王海 海军中将（2017年1月—2023年2月）[8]
3. 鞠新春 海军中将（2023年2月—2024年3月）
4. 李鹏程 海军中将（2024年3月—2024年11月）

### 政治委员
中南军区海军政委
1. 方强（1950年10月—1953年2月）[2]
2. 赵启民（1953年2月—1955年8月）[2]

海军南海舰队政委
1. 赵启民 中将（1955年8月—1956年12月）
2. 方正平 中将（1956年12月—1968年1月）
3. 段德彰（1968年11月—1983年8月）
4. 王昕（1983年8月—1985年8月）
5. 张海云 海军中将（1985年8月—1990年6月）
6. 周坤仁 海军少将（1990年6月—1993年1月）
7. 康富泉 海军中将（1993年1月—1996年11月）
8. 赵英福 海军中将（1996年11月—2001年7月）
9. 邬华扬 海军中将（2001年7月—2003年6月）
10. 童世平 海军中将（2003年6月—2004年12月）
11. 徐一天 海军少将（2004年12月—2005年12月）
12. 黄嘉祥 海军中将（2005年12月—2012年7月，广州军区副政治委员兼）[7]
13. 王登平 海军中将（2012年7月—2014年12月，广州军区副政治委员兼）
14. 刘明利 海军中将（2014年12月—2016年，广州军区副政治委员兼）

南部战区海军政委
1. 刘明利 海军中将（2016年—2019年）
2. 杨志亮 海军中将（2019年12月—）[9]

### 副司令员
广东军区江防副司令
- 王作尧（1950年—1950年）[6]

中南军区海军副司令员
- 周仁杰（1950年12月—1955年8月）[2]

海军南海舰队副司令员
- 周仁杰 中将（1955年8月—1955年12月）
- 齐勇 少将（1955年10月—1964年7月）
- 曾生 少将（1956年10月—1960年11月）
- 马忠全 少将（1959年12月—1962年1月）
- 齐安聚 少将（1960年11月—1963年4月）
- 黄忠诚 少将（1962年3月—1966年1月）
- 王全珍 少将（1962年4月—1970年10月）
- 王政柱 少将（1963年11月—1968年7月）
- 罗文华（1968年11月—1983年8月）
- 张保华（1973年11月—未到职）
- 来光祖（1975年8月—1983年8月）
- 张守群（1975年8月—1981年3月）
- 邓龙翔（1975年11月—未到职）
- 张晓冰（1978年11月—1983年8月）
- 田松（1978年11月—1983年8月）
- 刘墨卿（1979年2月—1983年8月）
- 刘道富（1979年—1987年）
- 曲振侔（1981年2月—1990年6月）
- 张先军（1983年8月—1985年8月）
- 王振国（1984年2月—1985年8月）
- 刘喜中 海军少将（1985年8月—1990年6月）
- 杨玉书 海军少将（1990年6月—1993年12月）
- 徐振忠 海军少将（1990年6月—1993年12月）
- 刘景山 海军少将（1990年6月—1995年7月）
- 李树文 海军少将（1994年4月—1998年1月）
- 刘丁有 海军少将（1994年4月—1998年12月）
- 安文廷 海军少将（1998年12月—2001年12月）
- 杨福成 海军少将（1998年12月—2002年6月）
- 薛天培 海军少将（2001年12月—2007年6月）
- 邓明林 海军少将（2002年6月—2007年8月）
- 张志诚 海军少将（2003年12月—2007年6月）
- 韩林枝 海军少将（2003年12月—2007年7月）
- 侯月喜 海军少将（2006年7月—2010年）[10]
- 王维明 海军少将（2006年12月—2011年）[11]
- 苏支前 海军少将（2007年6月—2008年12月）[12]
- 肖新年 海军少将（2007年8月—2008年9月）
- 么志楼 海军少将（2008年12月—2013年）[10][13]
- 杜永国 海军少将（2010年—2013年）[14][13]
- 张兆垠 海军少将（2010年—2016年）[15][13]
- 王长江 海军少将（2011年12月—2016年）[16][17]
- 阎保健 海军少将（2013年7月—2013年12月）
- 管建国 海军少将（2013年12月—2015年）[18]
- 沈金龙 海军少将（2014年—2015年）[19]
- 高峰 海军少将（2014年—2015年）[20]
- 张文旦 海军少将（2015年—2016年）[15][21]

南部战区海军副司令员
- 张兆垠 海军少将（2016年—）
- 张文旦 海军少将（2016年—2016年12月）[22][23]
- 周煦明 海军少将（2016年—）[24]
- 崔玉忠 海军少将（2016年—）[17]

### 副政治委员
中南军区海军副政治委员
- 方正平（1951年11月—1955年8月）[2]
- 桂绍彬（1954年6月—1955年8月）[2]

海军南海舰队副政治委员
- 方正平 中将（1955年8月—1956年12月）
- 桂绍彬 少将（1955年8月—1962年8月）[25]
- 桂绍彬 少将（1962年8月—1968年5月，第二政治委员）[25]
- 周志先（1968年5月—1968年12月）
- 张永前（1969年2月—1976年10月）
- 张奎乙（1970年5月—1975年8月）
- 王昕（1970年5月—1973年7月）
- 符路（1975年8月—1983年8月）
- 南平波（1978年11月—1985年8月）
- 辛国治（1983年8月—1985年8月）
- 周绍勋 海军少将（1985年8月—1993年1月）
- 岳海岩 海军少将（1991年8月—1994年12月）
- 谢达忠 海军少将（1993年1月—1994年4月）
- 赵英富 海军少将（1994年4月—1996年11月）
- 严尔益 海军少将（1996年12月—1998年6月）
- 刘卫东 海军少将（1997年3月—2000年12月）
- 倪步锦 海军少将（1998年12月—2003年6月）
- 李秀康 海军少将（1998年12月—1999年12月）
- 王永华 海军少将（2000年10月—2003年6月）
- 俞林森 海军少将（2001年6月—2003年12月）
- 侯健 海军少将（2001年7月—2004年12月）
- 张鸿富 海军少将（2003年6月—2003年12月）
- 杨应林 海军少将（2003年6月—2007年4月）
- 强富朝 海军少将（2003年12月—2004年7月）
- 胥肖野 海军少将（2003年12月—2006年12月）
- 岑旭 海军少将（2004年7月—2008年7月）
- 何春喜 海军少将（2005年1月—2008年9月）
- 张春秀 海军少将（2007年4月—2012年）[16]
- 王世臣 海军少将（2008年9月—2013年7月）
- 陈云飞 海军少将（2013年9月—2018年7月）
- 刘明利 海军少将（2012年7月—2014年12月）[26]
- 杜本印 海军少将（2013年7月—2016年）[15]
- 蔡善飞 海军少将（2015年—2016年）[26]

南部战区海军副政治委员
- 杜本印 海军少将（2016年—）[15]
- 蔡善飞 海军少将（2016年—）
- 薛君 少将（2017年—）[27]

### 参谋长
海军南海舰队时期
- 杨文模（1955年8月—1956年5月）
- 邵震 大校（1956年5月—1960年6月）
- 高希曾（1960年6月—1968年5月）
- 彭一坤（1970年1月—1975年8月）
- 刘墨卿（1975年8月—1979年2月）
- 徐世平（1979年2月—1983年8月）
- 马立新（1983年8月—1985年8月）
- 李树文 海军少将（1985年8月—1992年8月）
- 刘丁有 海军少将（1993年1月—1994年4月）
- 安文庭 海军少将（1994年4月—1998年12月）
- 黄江 海军少将（1998年12月—2002年1月）
- 侯月喜 海军少将（2002年1月—2006年7月）
- 苏支前 海军少将（2006年7月—2007年7月）
- 杜景臣 海军少将（2007年7月—2009年12月）
- 魏学义 海军少将（2009年12月—2014年）[7]
- 张文旦 海军少将（2014年—2015年）[28]
- 郭玉军 海军少将（2015年—2016年，广州军区副参谋长兼）[29]

南部战区海军时期
- 李玉杰 海军少将（2016年—2016年）[29]
- 王厚斌 海军少将（2016年—）[30]
- 吴栋柱

### 副参谋长
海军南海舰队时期
- 王焕志 海军少将（？—1992年10月）
- 陈洪远 海军少将（？—1990年6月）
- 何纯连 海军少将（？—1992年11月）
- 王予亦 海军少将（1992年11月—1999年12月）
- 姜宜资 海军少将（1994年12月—2002年12月）
- 邓明琳 海军少将（1997年12月—2002年6月）
- 徐培华 海军少将（1998年12月—2001年12月）
- 苏支前 海军少将（2000年12月—2006年1月）
- 林永青 海军少将（2001年12月—？）
- 牛克义 海军少将（2002年1月—？）
- 肖新年 海军少将（2003年6月—？）
- 么志楼 海军少将（2003年12月—？）
- 邬援军 海军少将（2004年7-2005年7月）
- 肖石桥 海军少将（2006年12月—？）
- 徐培华 海军少将（2006年12月—？）
- 刘光悠 海军少将（2006年12月—？）
- 高波 海军少将（2009年7月—2014年12月）
- 管建国 海军少将（？—？）
- 李士红 海军少将（？—？）
- 安卫平 海军少将（？—？）
- 叶小陶 海军少将（2013年7月—？）
- 王立岩 海军少将（2014年6月—？）
- 李晓岩 海军少将（2012年10月—2016年）[28]
- 俞满江 海军少将（2014年12月—2016年）[28]

南部战区海军时期
- 李晓岩 海军少将（2016年—）[31][30]
- 俞满江 海军少将（2016年—）
- 黄凤志 海军大校（2017年—）[31]
- 胡伟华 海军大校（2017年—）[32]

 
|
政治工作部主任
海军南海舰队政治部主任
- 桂绍彬 少将（1955年8月—1957年7月）
- 肖平 少将（1957年7月—1966年5月）
- 张奎乙（1969年2月—1970年5月）
- 王昕（1970年5月—1975年8月）
- 解长泰（1975年8月—1979年5月）
- 曾文（1979年5月—1983年8月）
- 王国相（1983年8月—1985年8月）
- 王国长 海军少将（1985年8月—1990年6月）
- 冷宽 海军少将（1990年6月—1991年8月）
- 谢达忠 海军少将（1991年8月—1993年1月）
- 沈子良 海军少将（1993年1月—1996年3月）
- 李秀康 海军少将（1996年3月—1998年12月）
- 傅渤海 海军少将（1998年12月—2000年7月）
- 俞林森 海军少将（2000年7月—2001年6月）
- 张鸿富 海军少将（2001年6月—2003年8月）
- 徐一天 海军少将（2003年8月—2004年12月）
- 侯健 海军少将（2004年12月—2009年6月）
- 王华勇 海军少将（2009年6月—2013年7月）[7]
- 聂守礼 海军少将（2013年—2016年）[28]

南部战区海军政治工作部主任
- 聂守礼 海军少将（2016年—）[30]

政治工作部副主任
海军南海舰队政治部副主任
……
- 谢达忠 海军少将（？—1991年8月）
- 李宇光 海军少将（1995年6月—2000年7月）
- 徐宏俊 海军少将（1998年12月—1999年5月）
- 杨应林 海军少将（1998年12月—2003年6月）
- 周晓林 海军少将（2000年7月—2003年8月）
- 钱建军 海军少将（2002年12月—？）
- 张春秀 海军少将（2003年12月—2006年12月）
- 郑亨斌 海军少将（2006年8月—2006年12月）
- 阎红志 海军少将（2006年12月—2007年6月）
- 杨东升 海军少将（2007年4月—？）
- 陈俨 海军少将（2009年—？）
- 林延河 海军少将（2010年—？）
- 卓怡新 海军少将（2013年7月—？）
- 袁华智 海军少将（2014年—2016年）
- 谭江山 海军少将（2015年—2016年）

南部战区海军政治工作部副主任
- 谭江山 海军少将（2016年—）[33][34]
- 杨志亮 海军少将（2016年—）[33]
- 傅晓东

|}
| 保障部部长 海军南海舰队后勤部部长 - 潘友宏 大校（1955年11月—？） - 王全珍 少将（1956年7月—1962年3月） - 阙龙胜（1962年3月—1965年8月） - 宋少颖（1965年8月—1969年6月） - 刘致祥（1970年1月—1979年5月） - 杨振和（1979年5月—1983年） - 马国祥（1983年—1985年） - 管建国 海军少将（2012年—2013年） - 田占欣 海军少将（2013年—2016年） 海军南海舰队后勤部政治委员 - 吴英诚（？—？） - 许培仁 少将（1955年8月—1964年7月） - 李锡周（1964年8月—1965年9月） - 连国琦（1965年9月—1968年12月） - 李学南（1968年11月—1970年7月） - 王展（1970年7月—1977年9月） - 王德连（1977年9月—1979年3月） - 牛金山（1982年6月—1983年） - 单世宽（1983年—1985年） 南部战区海军后勤部部长 - 田占欣 海军少将（2016年—2017年） 海军南海舰队装备部部长 - 姜中华 海军少将（2012年—2014年） - 汪玉 海军少将（2014年12月—2015年9月） - 鞠新春 海军少将（2015年9月—2016年） 南部战区海军装备部部长 - 石志坤 海军少将（2016年—2017年） 南部战区海军保障部部长 - 谷宁昌 海军少将（2017年—） 保障部副部长 海军南海舰队后勤部副部长 南部战区海军后勤部副部长 南部战区海军装备部副部长 南部战区海军保障部副部长 | 纪律检查委员会书记 海军南海舰队纪律检查委员会书记 南部战区海军纪律检查委员会书记 - 向健 海军少将（2016年—） 纪律检查委员会副书记 海军南海舰队纪律检查委员会副书记 南部战区海军纪律检查委员会副书记 - 张宝军 海军少将（2016年—） 顾问 海军南海舰队顾问 - 刘世相（1975年8月—1985年9月） - 李克明（1977年6月—1978年5月） |

## 装备

### 舰艇列表
南海舰队现有各种舰艇120多艘，其中航空母艦1艘，两栖攻击舰2艘，导弹驱逐舰20+艘，导弹护卫舰31艘，核潜艇10艘，常规潜艇17艘，船坞登陆舰5艘，各型登陆舰20艘，扫雷舰14艘，综合补给舰，舰队油船3艘，侦察船1艘，试验舰2艘，远洋打捞救生舰1艘，医院船3艘，总吨位达83万吨。

### 编制序列

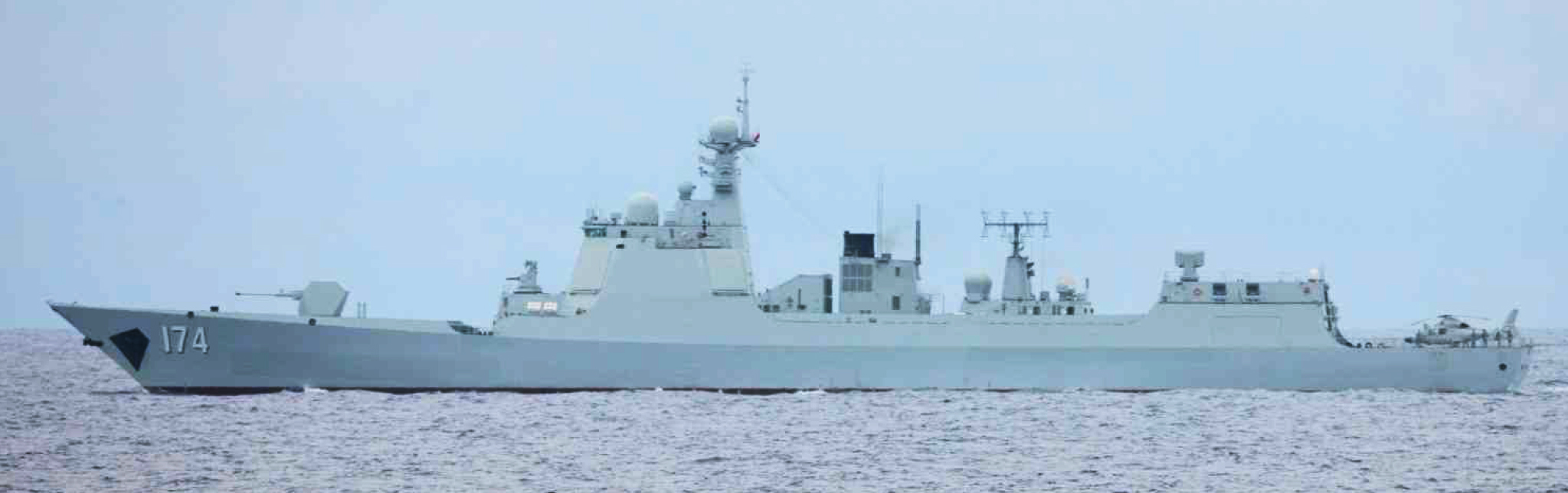
052D型导弹驱逐舰

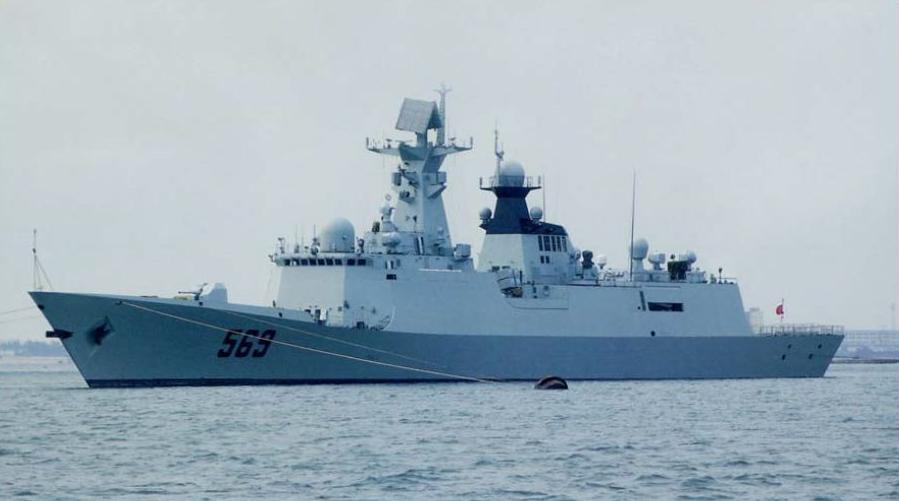
054A型导弹护卫舰

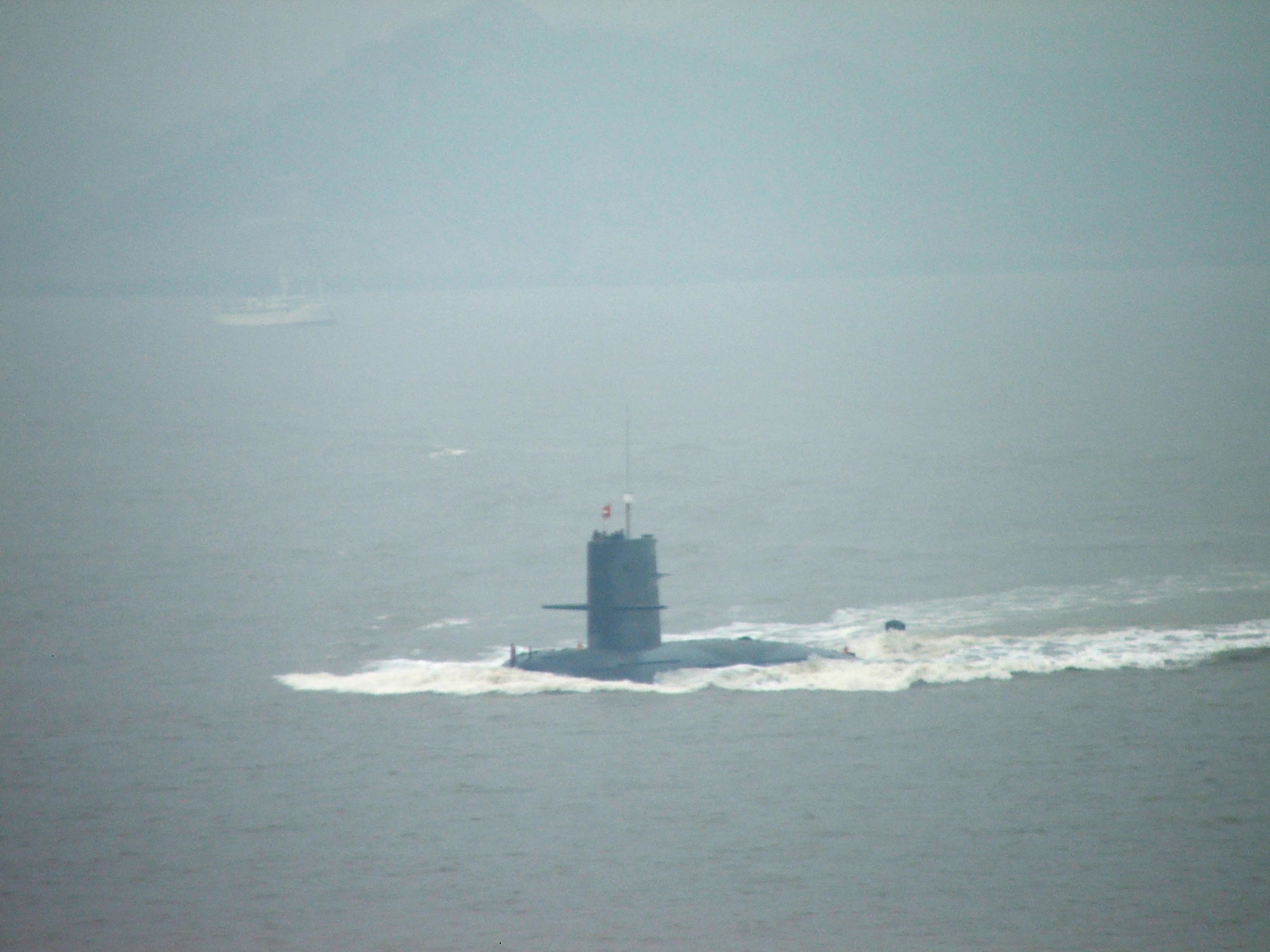
039型潜艇

- 驱逐舰第2支队 驻广东湛江麻斜，辖九驱六护
  - 052D型驱逐舰6艘：166渭南（2025）、163焦作（2022）、165湛江（2021）、164桂林（2021）、162南宁（2021）、161呼和浩特（2019）
  - 052B型驱逐舰2艘：169武汉（2004）、168广州（2004）
  - 051B型驱逐舰1艘：167深圳（1999）
  - 054A型护卫舰6艘：500咸宁（2018）、536许昌（2017）、569玉林（2010）、571运城（2010）、568衡阳（2008）、570黄山（2008）
- 驱逐舰第9支队 驻海南三亚亚龙湾，辖十驱五护（即将十一驱五护）
  - 055型驱逐舰4艘：108咸阳（2023）、107遵义（2022）、106延安（2022）、105大连（2021）。
  - 052D型驱逐舰4→5艘：176娄底（预计2025）、175银川（2016）、174合肥（2015）、173长沙（2015）、172昆明（2014）
  - 052C型驱逐舰2艘：171海口（2005）、170兰州（2005）
  - 054B型护卫舰1艘：555钦州（2025）。
  - 054A型护卫舰4艘：574三亚（2013）、575岳阳（2013）、573柳州（2012）、572衡水（2012）
- 广州水警区
  - 护卫舰第17支队  驻广州黄埔，九艘护卫舰和一艘护卫艇
    - 056A型护卫舰7艘：624随州（2020）、620赣州（2020）、621攀枝花（2020）、623文山（2019）、622广安（2019）、647南充（2018）、646遂宁（2017）
    - 驻港部队舰艇大队 驻香港昂船洲。
      - 056A型护卫舰2艘：667荆门（2016）、666宿迁（2015）
- 北海水警区
  - 护卫舰第18支队 驻广西北海，十艘护卫舰
  - 扫雷舰第10大队 驻江门新会
    - 081型扫雷舰6艘：844鹤山（2013）、843常熟（2013）、842台山（2012）、841孝义（2012）、840泸溪（2007）、839浏阳（2007）
    - 082II型猎扫雷艦1艘：809开平（2015）
    - 082II型扫雷艇

  - 导弹快艇大队 驻台山市上川岛。
    - 22型导弹快艇
- 榆林基地
  - 护卫舰第19支队  驻海南三亚榆林，七艘护卫舰+二艘護衛艇
    - 054A型护卫舰4艘：554通辽（2023）、553大理（2023）、552郴州（2023）、551巴彥淖爾（2022）
    - 056A型护卫舰2艘：669六盘水（2017）、668曲靖（2016）
    - 053H3型护卫舰1艘：528绵阳（2005）
- 潜艇第32支队 驻三亚榆林，八艇
  - 039G型潜艇4艘：324、325、326、329
  - 基洛級636M型潛舰4艘：372、373、374、375
- 潜艇第52支队 驻台山市下川岛，六艇
  - 035B型潜艇4艘：310、311、312、313
  - 039B型潜艇2艘：346（2018）、345（2017）
- 登陆舰第6支队 驻湛江，下辖3个登陆舰大队及1个登陆艇大队
  - 075型两栖攻击舰2艘：34湖北（2025）、31海南（2021）
  - 071型综合登陆舰5艘：985祁连山（2020）、987五指山（2019）、989长白山（2012）、999井冈山（2011）、998昆仑山（2007）
  - 登陆舰某大队
    - 072A型大型登陆舰6艘：996老铁山（2005）、995万羊山（2004）、997云雾山（2004）、994戴云山（2004）、993罗霄山（2003）、992华顶山（2003）

  - 登陆舰某大队
    - 072III型登陆舰6艘：936海洋山（1996）、937青城山（1996）、938吕梁山（1996）、934丹霞山（1995）、935雪峰山（1995）、991峨眉山（1992）

  - 登陆舰某大队
    - 073A型登陆运输舰5艘：946嵩山（2004）、947庐山（2004）、948雪山（2004）、949衡山（2004）、950泰山（2004）
    - 074A型通用登陆艇5艘

  - 登陆艇某大队
    - 726型气垫登陆艇3艘
    - 726A型气垫登陆艇8艘
    - 958型气垫登陆艇5艘
- 作战支援舰第3支队 驻湛江赤坎
  - 901型综合补给舰1艘: 967查干湖 （2018）
  - 903A型综合补给舰2艘：964骆马湖（2016）、963洪湖（2016）
  - 905型综合补给舰1艘：885青海湖（1996）
  - 904B型岛礁补给舰2艘：962泸沽湖（2015）、961军山湖（2015）
  - 904A型岛礁补给舰1艘：888抚仙湖（2007）
  - 防救船大队 驻地湛江赤坎
    - 925型远洋打捞救生船1艘：863永兴岛（1980）
    - 大马力特种远洋拖船2艘：南拖189（2012）、南拖181

  - 侦察船大队 驻湛江麻斜
    - 815A型电子侦察船3艘：797天权星（2017 原857）、852海王星（2015）、853天王星（2010）
    - 南调、湛渔多艘

  - 海测船大队 驻广州海珠。
    - 636A型海洋综合调查船1艘：海洋二十六号（2016）、海洋二十三号/873钱学森（2015）
    - 新型1500吨级双体测量船2艘：南测430（2013）、南测429（2013）

  - 勤务船大队 驻地湛江赤坎
    - 南油，南运，南勤，南水
    - 933型客货运输船2艘：南运830船、南运831船（2015）
    - 903型综合补给舰1艘：887微山湖（2004）
- 舰载机第2联队 舰载机，陵水。
  - 歼15。